# M-1大賽
M-1大賽（日语：M-1グランプリ）是於2001年至2010年由島田紳助企劃，吉本興業主辦的日本漫才比賽，通稱「M1」。由Autobacs Seven特別贊助，因此正式名稱是「Autobacs Seven～M-1大賽～」（オートバックス～M-1グランプリ～）。節目由ABC電視台（朝日放送）製作，朝日電視網所播放。這項比賽的後續項目是由2011年開始舉辦的THE MANZAI。後於2015年重新舉辦，為日本其中一個最大型的漫才賽事。

## 概要
大會實行委員長島田紳助在達到目前的成就前，8年間都從事漫才表演（團體名稱為紳助、龍介）。因為在演藝生涯途中放棄了漫才，因此時常希望能對漫才報恩。之後在日本電視台節目《松本紳助》中與松本人志談到「單純想辦一場決定誰最有趣的比賽」（単純におもろい奴を決めるコンテストがしたい），而將這個構想具體化成為M-1大賽。
2010年，由於已經完成了振興漫才的任務，M-1大賽決定終止。
2014年，朝日放送社長脇阪聰史宣佈年M-1大賽於2015年復活。參加資格由10年或以下提高至15年或以下，以填補終止後的5年空白期，並於2015年8月正式展開一回戰。
第十一回參賽組合 3,472 隊，決勝戰於同年11月19日舉行。
大會同時更換所有決勝戰評審員，新評審員為過往第一回至第十回大賽的冠軍得獎者（第四回大賽冠軍不可接觸除外），每組一人作為評審員，共九名。

## 歷代冠軍
- 2001年：中川家（日语：中川家）
- 2002年：增田岡田（日语：ますだおかだ）
- 2003年：足球時間
- 2004年：不可接觸
- 2005年：黑色美乃滋
- 2006年：Tutorial
- 2007年：三明治人
- 2008年：NON STYLE
- 2009年：PUNK BOOBOO（日语：パンクブーブー）
- 2010年：笑飯（日语：笑い飯）
- 2015年：Trendy Angel（日语：トレンディエンジェル）
- 2016年：銀舍利（日语：銀シャリ）
- 2017年：三文鱼腩（日语：とろサーモン (お笑いコンビ)）
- 2018年：霜降明星（日语：霜降り明星）
- 2019年：牛奶男孩（日语：ミルクボーイ）
- 2020年：魔法可愛（日语：マヂカルラブリー）
- 2021年：錦鯉（日语：錦鯉 (お笑いコンビ)）
- 2022年：Westland（日语：ウエストランド）
- 2023年：令和浪漫（日语：令和ロマン）
- 2024年：令和浪漫（日语：令和ロマン） [1]

## 冠軍獎品
- 冠軍獎杯
- 冠軍獎金一千萬日元
- 第十一回大賽附贈
  - Cygames提供的帛琉共和國旅行劵
  - 優衣庫提供廣告演出權及冠軍夾克
  - 日清食品提供日清兵衛麵十種類十年用份量
  - FamilyMart提供 Premium 炸雞腿一千隻

## 外部連結
- M-1グランプリ 公式サイト （页面存档备份，存于）
- M-1大賽的X（前Twitter）
- M-1大賽的Facebook專頁
- M-1大賽的Instagram帳戶
- YouTube上的

1. ↑  歷史上首次衛冕冠軍